# Зыбинка (Московская область)
Зыбинка — деревня в Серпуховском районе Московской области. Входит в состав Липицкого сельского поселения (до 29 ноября 2006 года входила в состав Балковского сельского округа).

## Население
| 2002 | 2006 | 2010 |
| ---- | ---- | ---- |
| 12   | ↗15  | ↗19  |

## География
Зыбинка расположено примерно в 37 км (по шоссе) на юго-восток от Серпухова, на правом берегу реки Кеденка (правый приток Оки), высота центра деревни над уровнем моря — 181 м. На 2016 год в деревне зарегистрировано 2 садовых товарищества.